# Óxido de níquel(II)
El óxido de níquel(II) es un compuesto químico de fórmula NiO. Es reseñable como el único óxido de níquel bien caracterizado (aunque hay registros de óxido de níquel(III), Ni
2O
3 y NiO
2). La forma mineralógica del NiO, la bunsenita, es muy rara. Se clasifica como un óxido metálico básico. Se producen varios millones de kilogramos de distintas calidades anualmente, principalmente como producto intermedio en la producción de aleaciones de níquel.

## Producción
El NiO puede prepararse usando distintos métodos. Al calentarse por encima de 400 °C, el polvo de níquel reacciona con oxígeno para dar NiO. En algunos procesos comerciales, se produce óxido de níquel verde calentando una mezcla de polvo de níquel y agua a 1000 °C, y la velocidad de esta reacción puede incrementarse añadiendo NiO. La manera más simple y eficaz de producirlo es a través de la pirólisis de compuestos de níquel(II) como el hidróxido, el nitrato o el carbonato, lo que lleva a un polvo verde claro. La síntesis elemental calentando el metal en oxígeno lleva a polvos entre grises y negros, lo que indica no estequiometría.

## Estructura
El NiO adopta la estructura del NaCl con posiciones octaédricas de Ni2+ y O2−. Esta estructura conceptualmente simple se conoce como sistema cúbico. Al igual que muchos otros óxidos metálicos binarios, el NiO a menudo es no estequiométrico, lo que significa que la proporción Ni:O se desvía de 1:1. En el óxido de níquel, esta no estequiometría viene acompañada de un cambio de color, siendo el NiO estequiométricamente correcto verde y el no estequiométrico, negro.

## Aplicaciones y reacciones
El NiO tiene diversas aplicaciones especializadas, y en general estas distinguen entre «calidad química», que se refiere a material relativamente puro para aplicaciones muy especializadas, y «calidad metalúrgica», que se usa principalmente para la producción de aleaciones. Se usa en la industria cerámica para hacer fritas, ferritas y esmaltes de porcelana. El óxido sinterizado se usa para producir aleaciones de acero al níquel. Charles Édouard Guillaume ganó el Premio Nobel de Física en 1920 por su trabajo en aleaciones de acero al níquel, que denominó invar y elinvar.
El NiO también era un componente de la batería de níquel-hierro, también conocida como batería Edison, y es componente de las pilas de combustible. Es el precursor de muchas sales de níquel de uso como químicos especializados y catalizadores. De forma más reciente, se ha empleado NiO para producir las baterías recargables de NiCd usadas en muchos dispositivos electrónicos hasta el desarrollo de la batería de NiMH, superior medioambientalmente. El NiO es un material electrocrómico anódico y ha sido ampliamente estudiado como contraelectrodo del óxido de wolframio, un material electrocrómico catódico, en dispositivos electrocrómicos complementarios.
Se producen anualmente alrededor de 4000 toneladas de NiO de calidad química. El NiO negro es el precursor de sales de níquel, que surgen con el tratamiento con ácidos minerales. El NiO es un versátil catalizador de la hidrogenación.
Calentar óxido de níquel con hidrógeno, carbono o monóxido de carbono lo reduce a níquel metálico. Se combina con los óxidos de sodio y potasio a altas temperaturas (>700 °C) para formar el correspondiente niquelato.
El óxido de níquel reacciona con el óxido de cromo(III) en ambiente húmedo básico para formar cromato de níquel
2 Cr
2O
3 + 4 NiO + 3 O
2 → 4 NiCrO
4
El NiO es útil para describir el fallo de la teoría del funcional de la densidad (con aproximaciones de densidad locales) y la teoría de Hartree-Fock debido a la correlación fuerte. El término correlación fuerte se refiere al comportamiento de electrones en sólidos que no está bien descrito (a menudo ni siquiera de forma cualitativa) por teorías de un electrón sencillas como la aproximación de densidad local en la teoría del funcional de densidad o en la teoría de Hartree-Fock. Por ejemplo, el material aparentemente simple NiO tiene una banda 3d parcialmente llena (el átomo de Ni tiene 8 de los 10 electrones 3d posibles) y por tanto se esperaría que sea un buen conductor. Sin embargo, la fuerte repulsión de Coulomb (un efecto de correlación) entre los electrones d hace que el NiO sea un aislante. Así, los materiales fuertemente correlacionados tienen estructuras electrónicas que no son ni simplemente aproximables a electrones libres ni completamente iónicos, sino una mezcla de ambos.

## Riesgos para la salud
La inhalación a largo plazo de NiO es perjudicial para los pulmones, causando lesiones y en algunos casos cáncer.
La vida media calculada para la disolución del NiO en la sangre es de más de 90 días. El NiO tiene un tiempo medio de retención en los pulmones largo. Tras la administración a roedores, permaneció en los pulmones durante más de 3 meses. El óxido de níquel está clasificado como un carcinógeno humano, basado en los crecientes riesgos de cáncer respiratorio observados en estudios epidemiológicos en trabajadores de refinerías de mineral sulfúrico.
En un estudio de inhalación de NiO verde de 2 años del National Toxicology Program, se observó evidencia de carcinogénesis en ratas F344/N pero evidencia dudosa en ratones B6C3F1 hembras. No había evidencia de carcinogénesis en ratones B6C3F1 machos. En los estudios de 2 años se encontró inflamación crónica sin fibrosis.